# Loopafstand

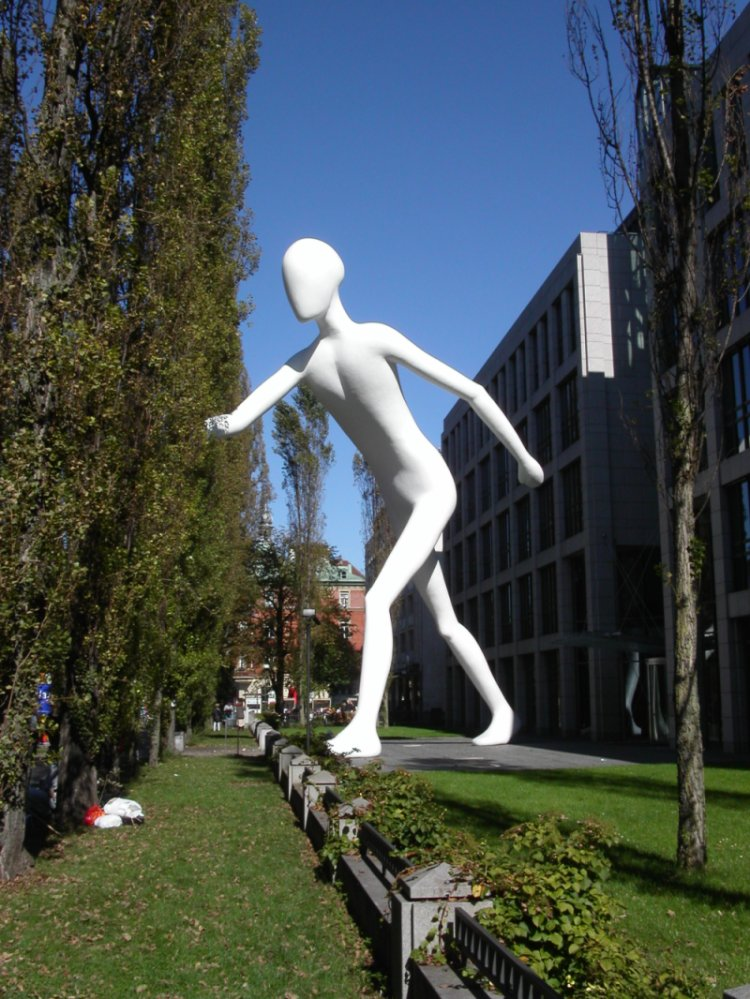
De Lopende man

Loopafstand of wandelafstand is een term die aanduidt dat een bepaalde afstand "te lopen" is; dat wil zeggen dat het comfortabel is om deze afstand te voet af te leggen.

## Definitie
Het Nederlandse CBS gebruikt de definitie loopafstand ≤ 1 km.
De in onbruik geraakte Nederlandse afstandsmaat een uur gaans wordt soms gedefinieerd als gelijk aan een van de beide definities van Hollandse mijl: 20.000 Amsterdamse of Rijnlandse voet, resp. 5555 en 6280 meter. Een kilometer zou dan neer komen op resp. 10,8 en 9,6 minuten lopen.

## Gebruik
In een routebeschrijving wordt de term loopafstand vaak gebruikt om aan te geven dat er geen natransport nodig is vanaf een station, bv. Academie voor Popcultuur ligt op loopafstand van het station. of (OV) Trein: 8 minuten loopafstand van station Rotterdam - Blaak. Dit houdt vaak in dat het natransport voor de afstand van station naar het einddoel van de reis meer tijd kost dan het simpelweg lopend afleggen van deze afstand. Dit houdt ook in dat in gebieden waar natransport minder dichtgezaaid is, zoals in een klein dorp, een aanvaardbare loopafstand verder kan zijn dan op plaatsen waar dit wel zo is, zoals bij het centraal station van een grote stad.
Ook wordt de term gebruikt om een locatie aan te prijzen, bv. het hotel ligt op wandelafstand van het strand. Een alternatieve term die hiervoor gebruikt wordt, is op een steenworp afstand, hoewel die gevoelsmatig een nog kleinere afstand aangeeft.
De loopafstand die mensen aanvaardbaar vinden, is tevens voor verkeerskundige ontwerpers van belang. De looptijd in een verplaatsing wordt door mensen meestal zwaarder gewogen dan dezelfde tijd die men in een vervoermiddel (auto, bus, trein) moet doorbrengen. Bij het ontwerp van bijvoorbeeld busnetwerken in een stedelijke omgeving wordt rekening gehouden met de aanvaardbare loopafstand. In het algemeen wordt een straal van maximaal 1000 meter gebruikt voor het optimaal plaatsen van een bushalte, wat wil zeggen dat bushaltes een onderlinge afstand van ongeveer één km krijgen, of ca. 700-800 meter indien er ook zijstraten zijn waarvandaan men naar de halte moet lopen. Herkenbaar is deze structuur in de opzet van de nieuwe stad Almere, waar centraal door wijken een busbaan aangelegd wordt met aan weerszijden een strook bebouwing van 400 meter. In Vlaanderen is de wandelafstand (afhankelijk van de verstedelijking) vastgelegd in het Decreet Basismobiliteit. Bij de planning van parkeerplaatsen ten opzichte van de woning wordt een maximale loopafstand van 50 meter gehanteerd, bij parkeren nabij winkelcentra is deze afstand aanzienlijk groter.